# Hot Springs (Arkansas)
Hot Springs es la décima ciudad más poblada del estado de Arkansas, Estados Unidos, y la sede del condado de Garland,siendo además la ciudad principal del área metropolitana de Hot Springs. De acuerdo con estimaciones de 2005 de la Oficina del Censo de los Estados Unidos, la población de la ciudad era de 37 847 habitantes. En el censo de los Estados Unidos de 2020, la población apenas había variado, pues era de 37 930 personas.
Hot Springs es conocida por los manantiales de aguas naturales que dan nombre a la ciudad. Las nacientes tienen una temperatura de 64 °C, de ahí el nombre de la ciudad (hot springs significa 'aguas termales' en español). La ciudad alberga el parque nacional Hot Springs, la reserva federal más antigua en los Estados Unidos.

## Historia

### Nacientes naturales
El nombre de la ciudad proviene de los manantiales de aguas termales ubicados en la falda oeste de la montaña Hot Springs, en el centro histórico de la ciudad. Cerca de un millón de galones fluyen diariamente de las nacientes. Este caudal no se ve afectado por las variaciones en los niveles de precipitación de la zona.

### Descubrimiento
Varias tribus amerindias visitaban el área para aprovechar las propiedades curativas de las aguas termales.
En 1673, Jacques Marquette y Louis Jolliet exploraron el territorio y lo reclamaron para Francia. El Tratado de París de 1763 cedió el control del área a España. Sin embargo, en 1800 Francia recuperó la zona hasta la compra de la Luisiana por Estados Unidos en 1803.
En diciembre de 1804, el Dr. George Hunter y el explorador William Dunbar realizaron una expedición a las nacientes, encontrando una cabina usada por las personas que visitaban la zona. En 1807, un hombre llamado Prudhomme se convirtió en el primer habitante de Hot Springs. John Perciful y Isaac Cates se le unieron poco después.
El 24 de agosto de 1818, los quapaw cedieron el terreno alrededor de las nacientes a los Estados Unidos. Luego de que Arkansas se convirtiera en un territorio de los Estados Unidos en 1819, la Legislatura Territorial solicitó que se creara una reserva federal que protegiera las nacientes y las montañas adyacentes. Doce años más tarde, en 1832, el Congreso de los Estados Unidos creó la Reserva Hot Springs, la cual otorgaba protección federal a las aguas termales. El nombre de la reserva se cambió por parque nacional Hot Springs en 1921.

### Guerra civil estadounidense
El inicio de la guerra civil estadounidense hizo disminuir el número de visitantes a Hot Springs. Luego de la derrota confederada en la batalla de Pea Ridge en marzo de 1862, las tropas de la Unión avanzaron hacia Little Rock. El gobernador Henry Massey Rector traslado las funciones gubernamentales a Hot Springs. Las fuerzas de la Unión no atacaron Little Rock y el gobierno regresó a la capital el 14 de julio de 1862.
Muchos de los residentes de la ciudad se mudaron a Texas y Luisiana y permanecieron allí hasta el final de la Guerra. En septiembre de 1863, las fuerzas de la Unión tomaron Little Rock. Durante este periodo, Hot Springs sufrió del ataque de varias guerrillas asociadas ya fuera con las fuerzas de la Unión o con las de la Confederación. Estas cuadrillas saquearon y quemaron la mayoría del pueblo.

### Reconstrucción

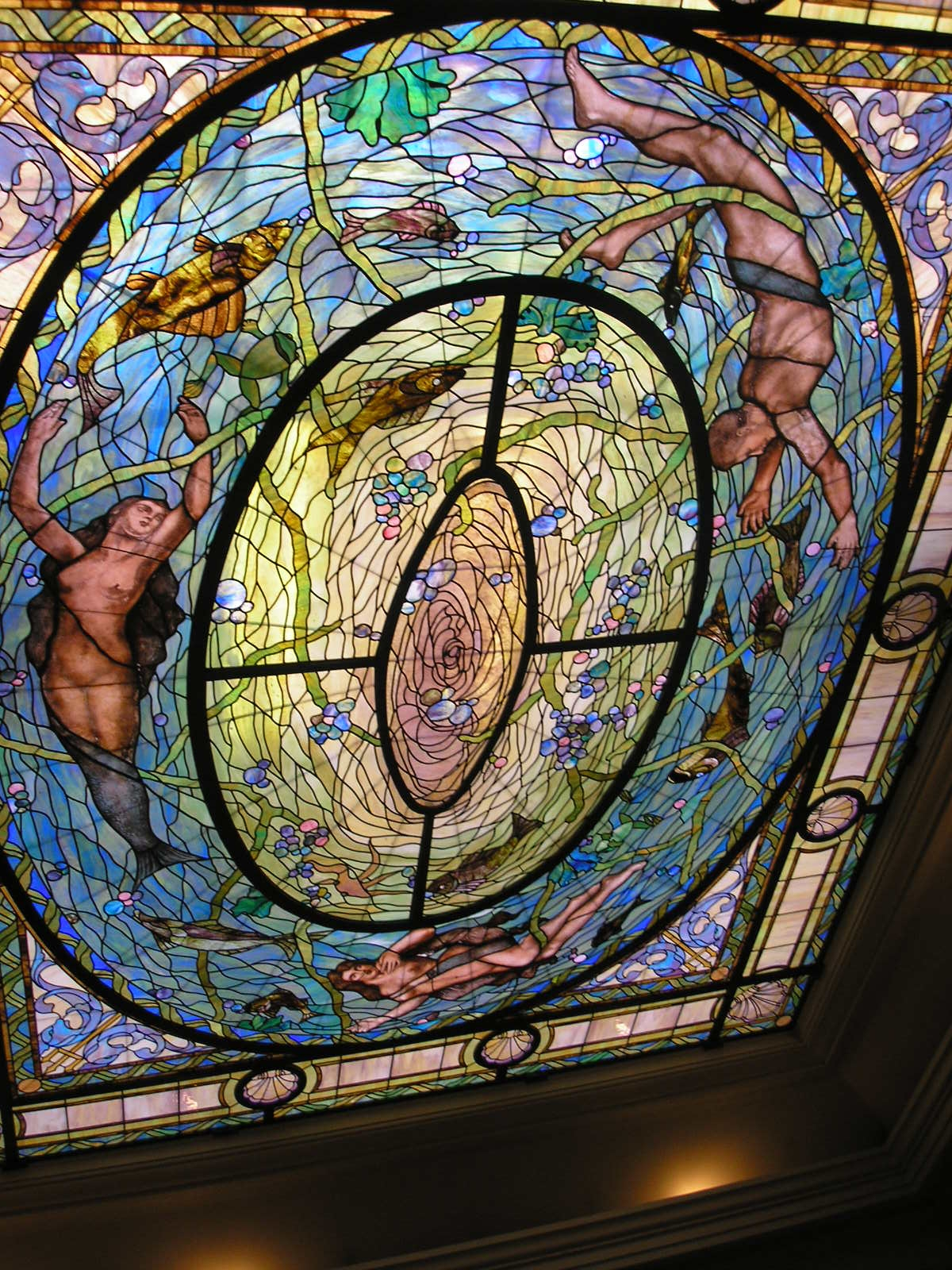
Cielorraso de vidrio en el Fordyce Bathhouse, actualmente el centro de visitantes del parque nacional Hot Springs.

Luego de la Guerra Civil, se realizó una reconstrucción extensiva de los balnearios y hoteles en Hot Springs. La población llegó a ser de 1 200 personas en 1870. Para 1873, había seis balnearios y 24 hoteles cerca de las nacientes. En 1874, Joseph Reynolds anunció su intención de construir un ferrocarril entre Malvern y Hot Springs. El ferrocarril fue finalizado en 1875 y ayudó a incrementar el número de visitantes en la zona. Samuel W. Fordyce y otros empresarios financiaron la construcción del primer hotel de lujo en Hot Springs, el Arlington Hotel, inaugurado en 1875.
Durante la Reconstrucción, se produjeron varios conflictos territoriales y el 24 de abril de 1876, la Corte Suprema de los Estados Unidos declaró que el terreno de Hot Springs le pertenecía al gobierno federal. Para lidiar con la situación, el Congreso formó una comisión para diseñar el pueblo, resolver disputas de propiedad, definir los límites de los terrenos, analizar la legalidad de los edificios en la reserva (para entonces ya era parque nacional) y establecer un proceso para la venta de tierra. La comisión separó un área de 264.93 acres (1,07 km²) conteniendo las nacientes y la montaña Hot Springs como reserva permanente. Otros 1 200 acres (4.9 km²) se convirtieron en el pueblo de Hot Springs. El pueblo consistía de 196 cuadras y 50 millas (80 km) de carreteras y callejones. La porción restante del terreno en disputa estaba formada principalmente por colinas y montañas, la mayoría inhabitadas, por lo que el Congreso añadió estas tierras a la reserva en junio de 1880.

### Incendio de 1913
El 6 de septiembre de 1913, se produjo un incendio en Church Street, unas pocas cuadras al sureste del Bathhouse Row, en donde se encontraban la mayoría de balnearios. El incendio se expandió hacia el sureste, hasta que el viento cambió de rumbo una hora más tarde. Dirigiéndose hacia la parte comercial de la ciudad, el incendio destruyó el Ozark Sanitarium y la escuela secundaria. También consumió la planta de servicios públicos, destruyendo la reserva de agua de los bomberos. Además, destruyó el Tribunal del Condado de Garland a su paso por la Ouachita Avenue. El departamento de bomberos de Hot Springs y el de Little Rock, que había sido llegado en un tren especial, trataron de controlar el incendio. A pesar de sus esfuerzos, varios hogares, al menos 100 negocios, cuatro hoteles, las instalaciones del Iron Mountain Railroad (Ferrocarril Iron Mountain) y el Crystal Theater fueron destruidos. Una tormenta finalmente detuvo el avance del fuego en la Hazel Street. Aunque la Central Avenue permaneció intacta (gracias al uso de dinamita), la mayor parte del sur de la ciudad fue destruida. Se estima que el incendio causó daños por valor de diez millones de dólares y afectó a 60 cuadras.

### Apuestas ilegales y pandillas
Durante las décadas que siguieron la Guerra Civil, se establecieron varios locales de apuestas ilegales en la ciudad. Dos bandas, la de los Flynn y la de los Doran, lucharon por el control del pueblo durante los años 1880. Frank Flynn, el líder de la pandilla de los Flynn, les pagaba a los oficiales policiacos para recolectar deudas, así como para intimidar a pandillas rivales. La ciudad se volvería reconocida a escala nacional por sus centros de apuestas. Entre 1927 y 1947, esta actividad alcanzó su punto máximo, con más de diez casinos y varios centros de menor tamaño. Los hoteles promocionaban la prostitución y era posible apostar en la mayoría de las carreras de caballos realizadas a nivel nacional.
Las apuestas se vieron interrumpidas en 1947, después de que Sid McMath fuese elegido como fiscal. En ese año, un jurado declaró culpables a los dueños y promotores de los centros de apuestas, así como al entonces alcalde Leo P. McLaughlin, del crimen de cohecho. Posteriormente, McMath sería elegido gobernador de Arkansas. Sin embargo, las actividades ilegales se reanudaron en 1954 cuando Orval Faubus fue elegido como gobernador.
Las apuestas ilegales fueron clausuradas de manera permanente en 1967 por el gobernador Winthrop Rockefeller y el juez Henry M. Britt. Rockefeller envió una compañía de patrulleros estatales a cerrar los casinos y destruir los equipos de apuestas. Oaklawn Park, un hipódromo al sur de la ciudad, es el único establecimiento de apuestas que continúa abierto.

### Segunda Guerra Mundial
Durante la Segunda Guerra Mundial, los militares tomaron control del Eastman Hotel al otro lado de la calle del Army and Navy General Hospital (Hospital General del Ejército y la Armada) cuando no había suficiente espacio en el hospital para los enfermos y heridos que estaban llegando. En 1944, el Ejército empezó a recibir soldados que regresaban de Europa y Asia. Los oficiales inspeccionaron más de 20 ciudades antes de elegir a Hot Spring como el centro de redistribución. En agosto de 1944, el Ejército tomó control de la mayoría de los hoteles de la ciudad. Los soldados de los estados centrales y occidentales recibieron una licencia de 21 días antes de tener que reportarse a la estación de redistribución. Allí pasaban 14 días actualizando sus récords militares y recibiendo atención médica y dental. Los soldados tenían tiempo para disfrutar de los balnearios y otras actividades recreativas. El centro de redistribución cerró en diciembre de 1945 después de haber procesado 32 000 militares. En 1945, al final de la guerra, el Eastman Hotel fue demolido tras ser desocupado por el gobierno federal.

## Residentes notables

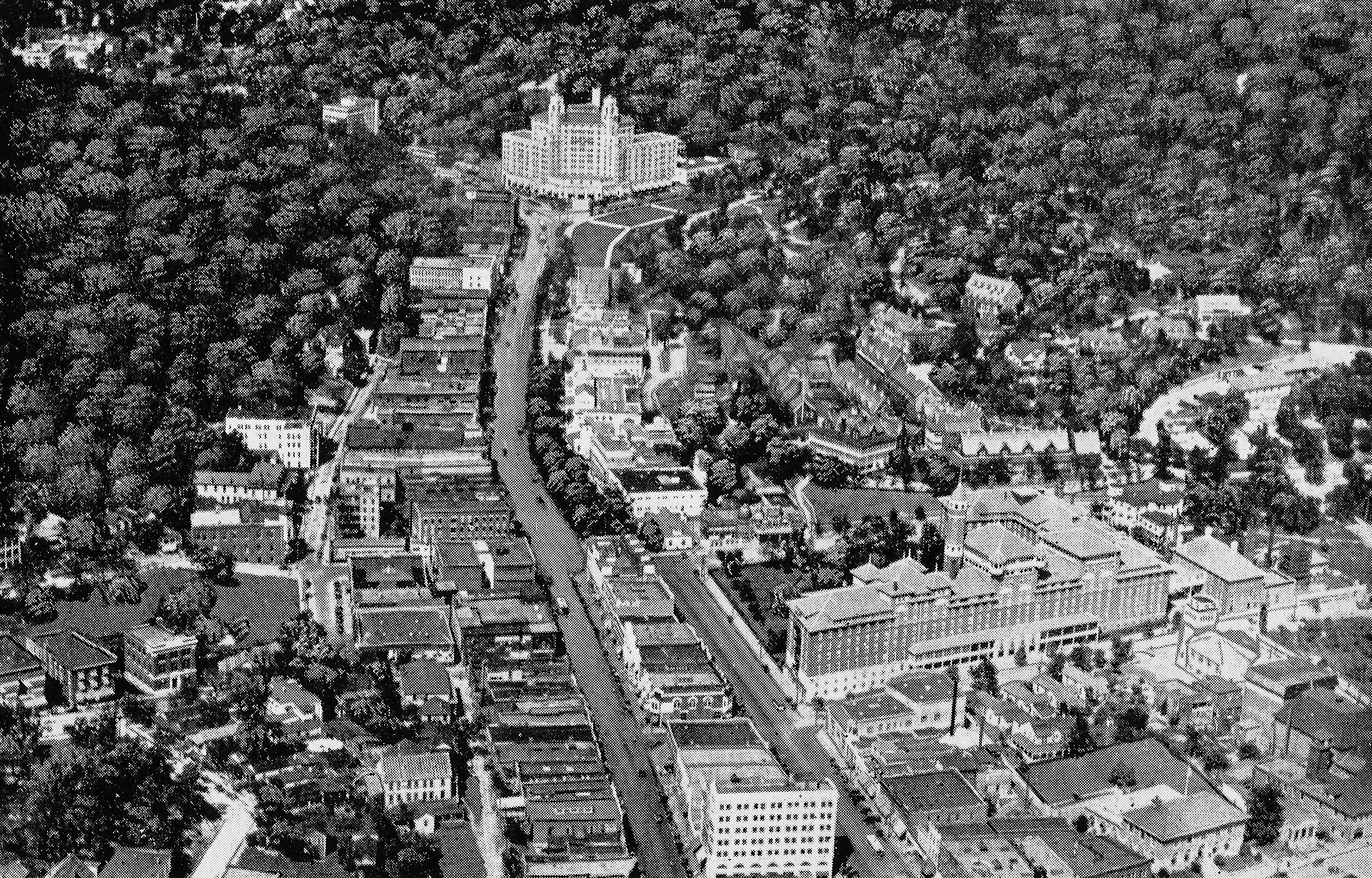
Fotografía aérea de la Central Avenue de Hot Springs en 1925.

El expresidente Bill Clinton vivió en Hot Springs cuando era niño, mientras que los actores Alan Ladd y Billy Bob Thornton y la actriz porno Gauge nacieron en ella. La soprano australiana Marjorie Lawrence se instaló en Hot Springs durante sus últimos años. La ciudad también sirvió de refugio para varios gánsteres, como Owney Madden y Lucky Luciano.

## Geografía
Hot Springs se localiza a 34°29′50″N 93°3′19″O / 34.49722, -93.05528. Según la Oficina del Censo de los Estados Unidos, la ciudad tiene un área de 85,5 km², de los cuales 85,2 km² corresponde a tierra y 0,3 km² a agua (0,36%).

## Demografía
Para el censo de 2000, había 35 750 personas, 16 096 hogares y 9 062 familias en la ciudad. La densidad de población era 418,1 hab/km². Había 18 813 viviendas para una densidad promedio de 220,8 por kilómetro cuadrado. Del total de la población el 78,86 % eran blancos; el 16,87 %, afroamericanos; el 0,55 %, amerindios; el 0,79 %, asiáticos; el 0,05%, isleños del Pacífico; el 1,02 % personas de otras razas; y el 1,86 % gentes de dos o más razas. El 3,80 % de la población eran hispanos o latinos de cualquier raza.
Se contaron 16 096 hogares, de los cuales 22,0 % tenían niños menores de 18 años, el 40,2 % estaban formados por parejas casadas que vivían juntos, el 12,4 % tenían una mujer como cabeza del hogar sin marido presente y el 43,7 % eran hogares no familiares. De 16 096 hogares, 690 eran parejas no casadas: 580 eran heterosexuales, 78 eran parejas masculinas y 32, parejas femeninas. El 38,4 % de los hogares estaban formados por un solo miembro y el 18,3 % tenían a alguien mayor de 65 años viviendo solo. La cantidad de miembros promedio por hogar era de 2,12 y el tamaño promedio de familia era de 2,80.
Por edades, la población se distribuía de la siguiente forma: el 20,2 % eran menores de 18 años; el 8,2% tenía entre 18 y 24 años; el 25,4%, entre 25 y 44 años; el 23,0 %, entre 45 y 64; y el 23,2 %, 65 o más años. La edad media era de 42 años. Por cada 100 mujeres había 88,4 varones. Por cada 100 mujeres mayores de 18 años había 84,6 varones.
El ingreso medio para un hogar en la ciudad fue de 26 040 dólares y el ingreso medio para una familia, 32.819 dólares. Los hombres tuvieron un ingreso promedio de 25 861 dólares frente a los 20 155 dólares de las mujeres. El ingreso per cápita de la ciudad fue de 17 961 dólares. Cerca del 13,7 % de las familias y del 19,2 % de la población estaban por debajo de la línea de pobreza, el 30,7 % de los cuales eran menores de 18 años y el 11,7 %, mayores de 65.

## Ciudades hermanadas
- Hanamaki (Prefectura de Iwate), Japón